# 马歇尔防御
马歇尔防御是國際象棋開局翼棄兵的一種，走法為：
1.d4 d5 2.c4 Nf6